# Cimetière Pierre-Grenier
Le cimetière Pierre-Grenier, appelé aussi « nouveau cimetière de Boulogne », est situé avenue Pierre-Grenier à Boulogne-Billancourt dans les Hauts-de-Seine.

## Description
Le cimetière Pierre-Grenier est planté de cinq-cents arbres dont quatre-cent-trente-cinq platanes, sur une surface de sept hectares,.

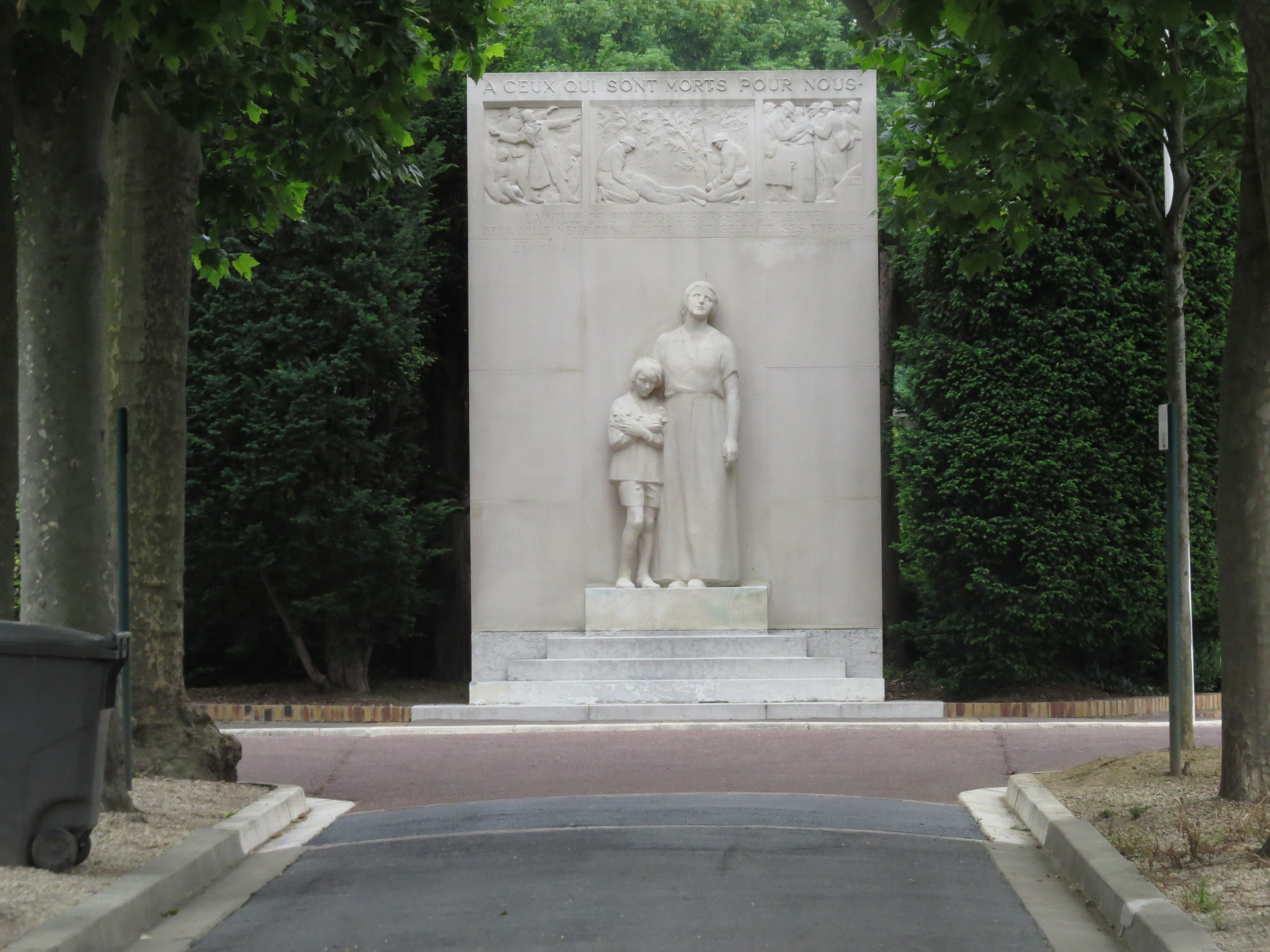
Monument aux morts.

## Historique
Ce cimetière fut créé en 1889, à cause de la saturation du cimetière de l'Ouest.
À son ouverture, il fut surnommé par dérision « le cimetière aquatique », à cause des inondations de la Seine toute proche,.

## Personnalités
- Hagop Arakelian (1894-1977), maquilleur du cinéma français entre les années 1930 et 1960.
- André Caille (1881-1940), général de brigade mort pour la France.
- L'animatrice, chanteuse et productrice Ariane Carletti (1957-2019), enterrée auprès de son père, le cinéaste Raoul André (1916-1992), et de sa mère comédienne, Louise Carletti (1922-2002).
- Henry Castillou (1921-1994), écrivain, prix Interallié 1948.
- Léon Chestov (1866-1938), philosophe russe.
- Nicole Chollet (1914-2003), comédienne.
- Georges Crouzat (1904-1976), sculpteur et médailleur, élève de Paul Landowski.
- Louis Deschamps (1878-1925), homme politique, député et ministre. (division 1)
- Michel Deville (1931-2023), cinéaste français deux fois césarisé.
- Marcel Doret (1896-1955), aviateur.
- Édouard Ducoté (1870-1929), homme de lettres.
- Le peintre et sculpteur Erté (né Romain de Tirtoff 1892-1990).
- Siméon Foucault (1884-1923), sculpteur, grand prix de Rome 1912.
- Le banquier et philanthrope Albert Kahn (1860-1940). (division 2)
- Vladislav Khodassevitch (1886-1939), poète russe, ancien compagnon de Nina Berberova.
- Jules Ladoumègue (1906-1973), champion coureur de fond.
- Le sculpteur Paul Landowski (1875-1961). (division 4)
- Francis Pélissier (1894-1959), champion cycliste, premier entraîneur de Jacques Anquetil, et son frère Henri Pélissier (1889-1935).
- Perrette Pradier (née Chevau 1938-2013), comédienne et doubleuse.
- Emmanuel Roblès (1914-1995), écrivain, membre de l'académie Goncourt.
- Xavier Richefort (1962-2022), journaliste.
- Le zouave Messaoud El Asry (1882-1918), mort pour la France[7].

## Galerie de photographies

Illustrations
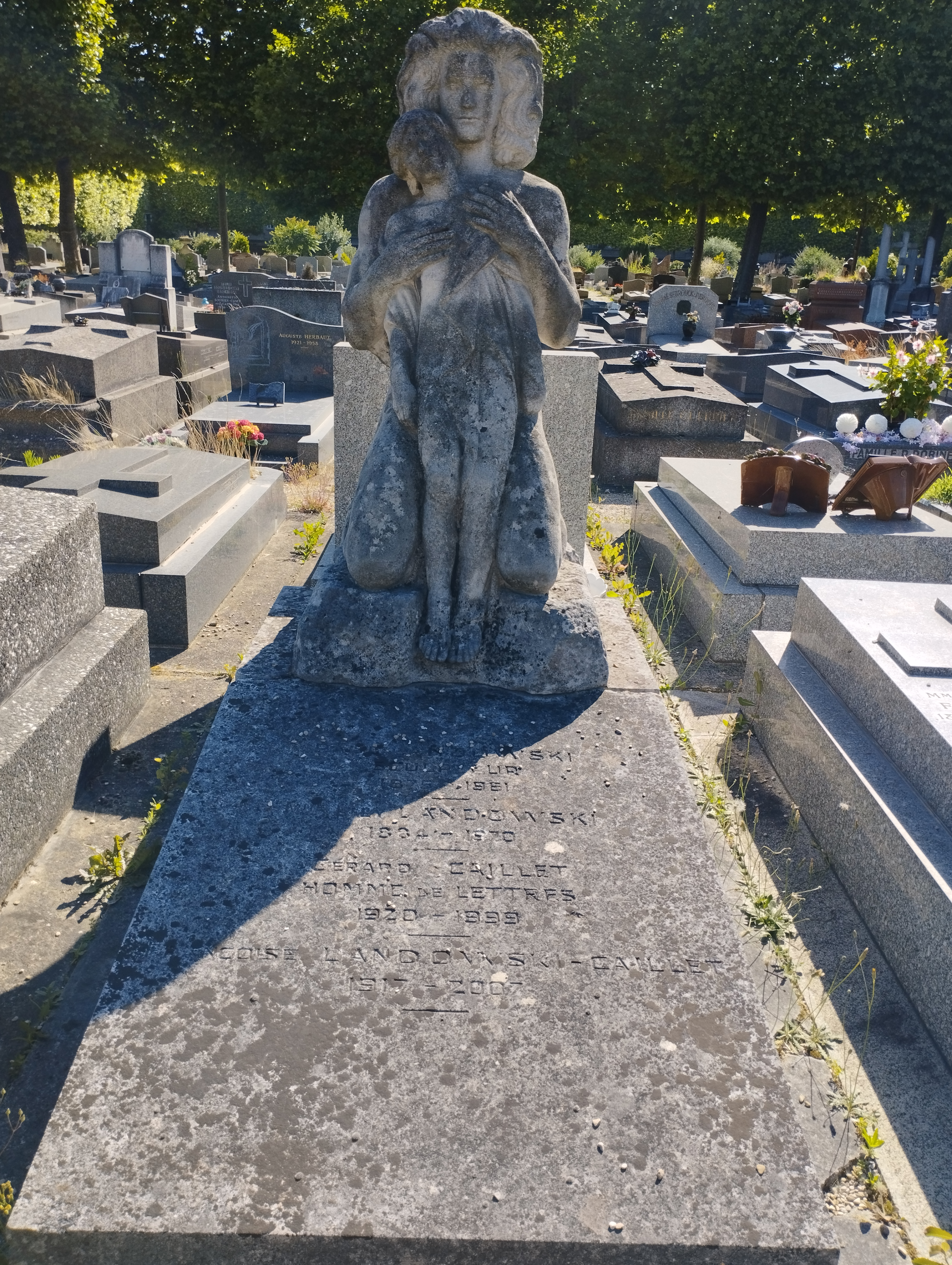
Sépulture de Paul Landowski et de sa famille.
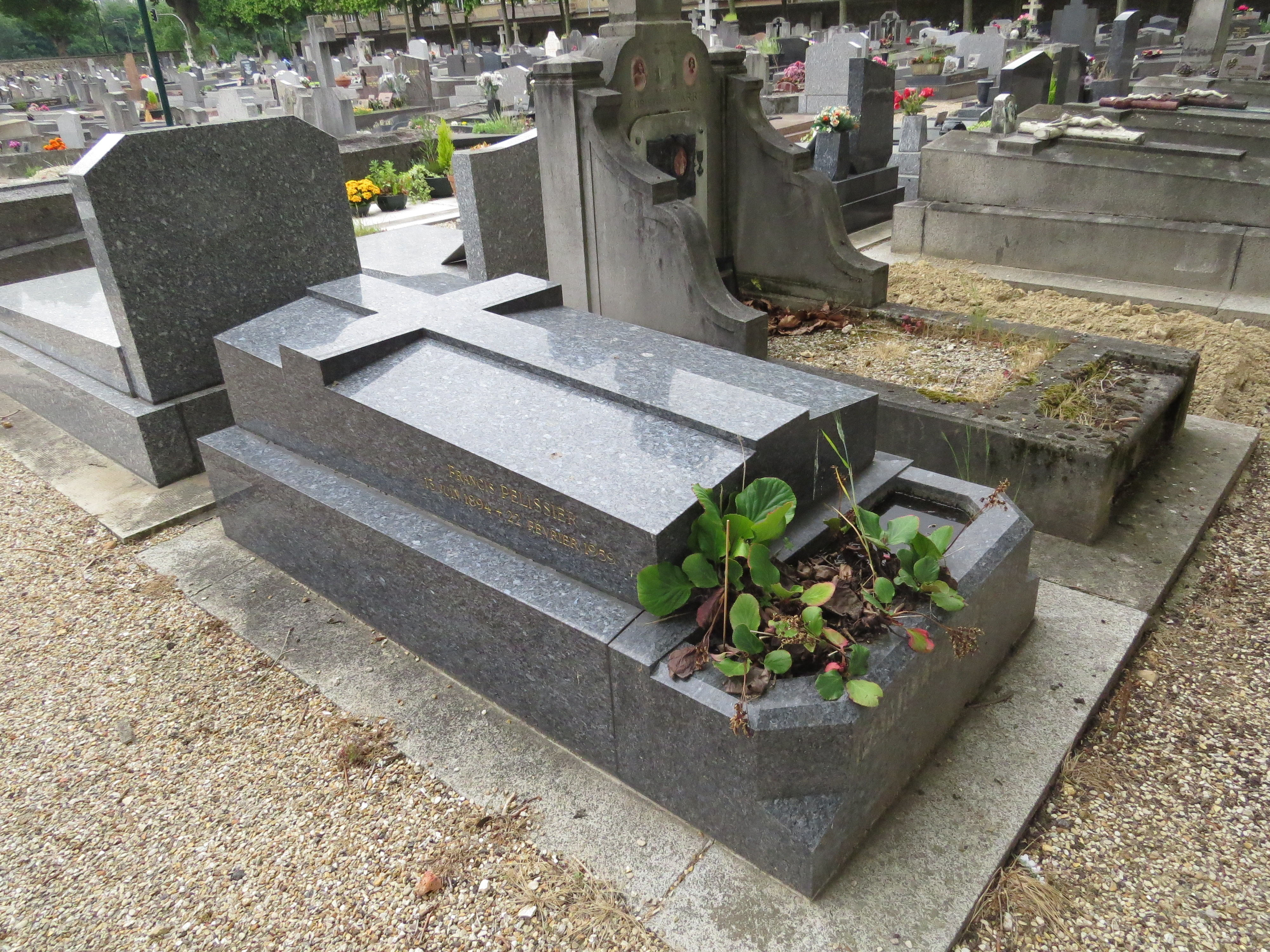
Tombe de Francis Pélissier.
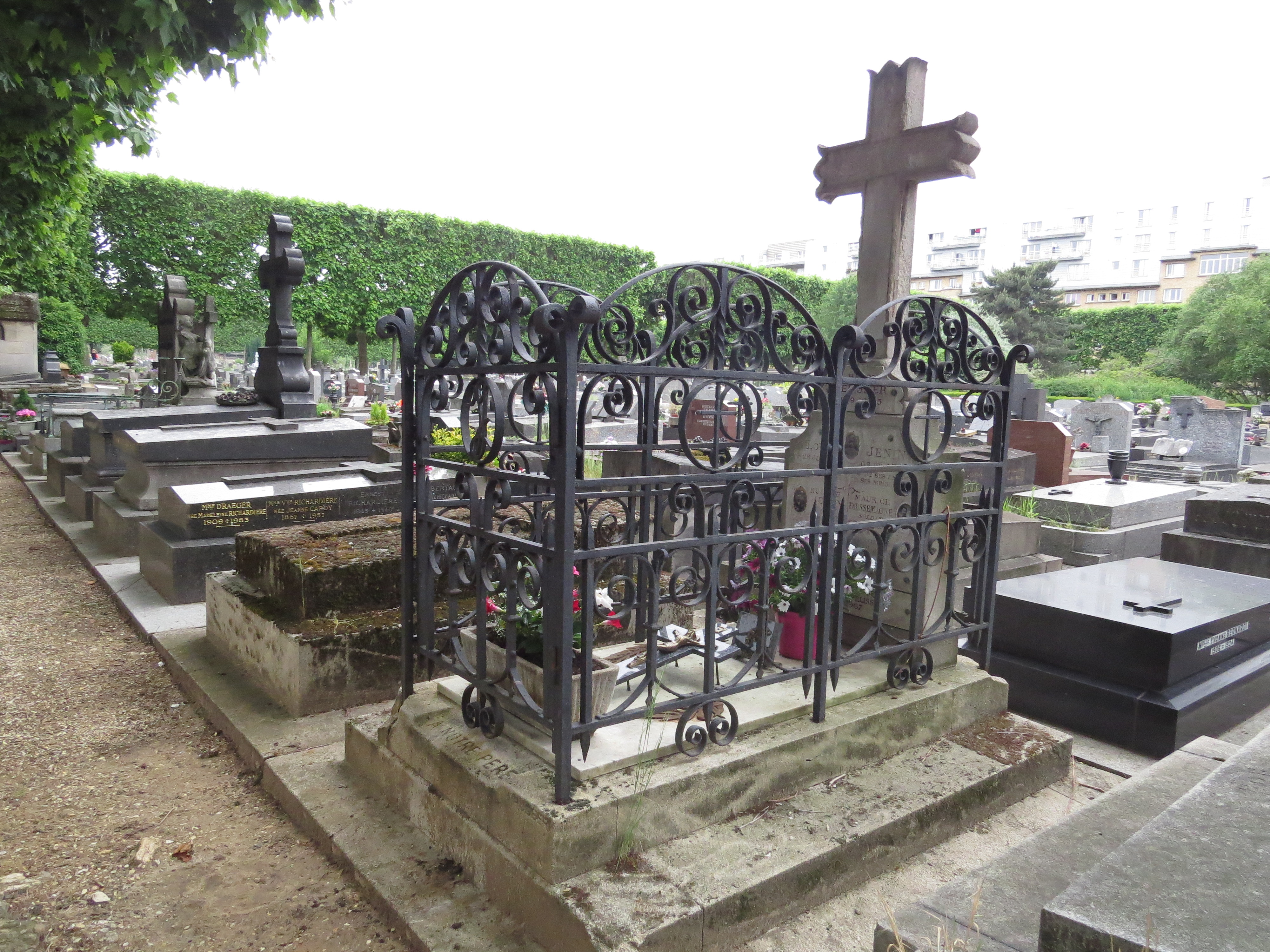
Tombe d'Henri Pélissier.
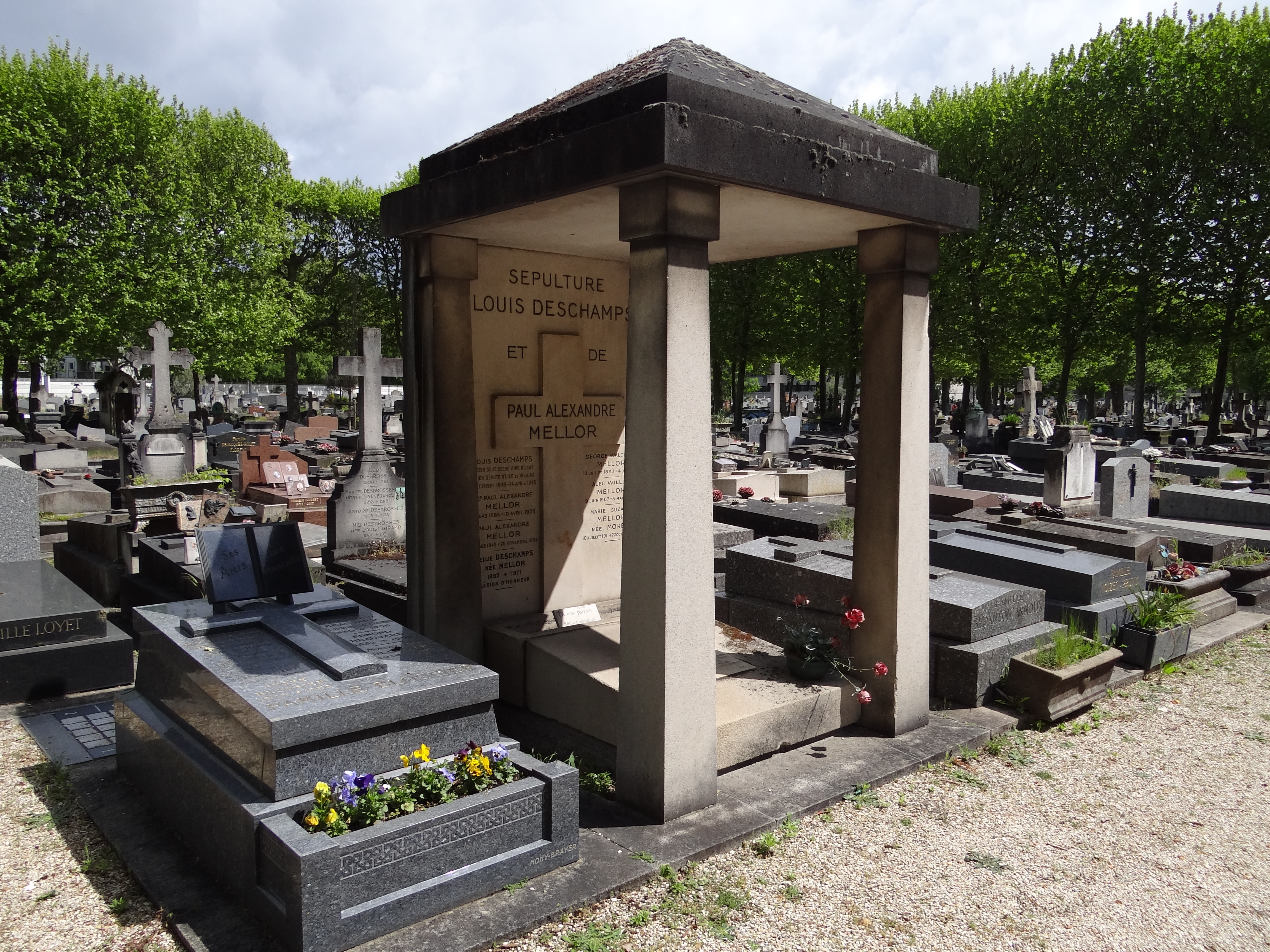
Tombe de Louis Deschamps.
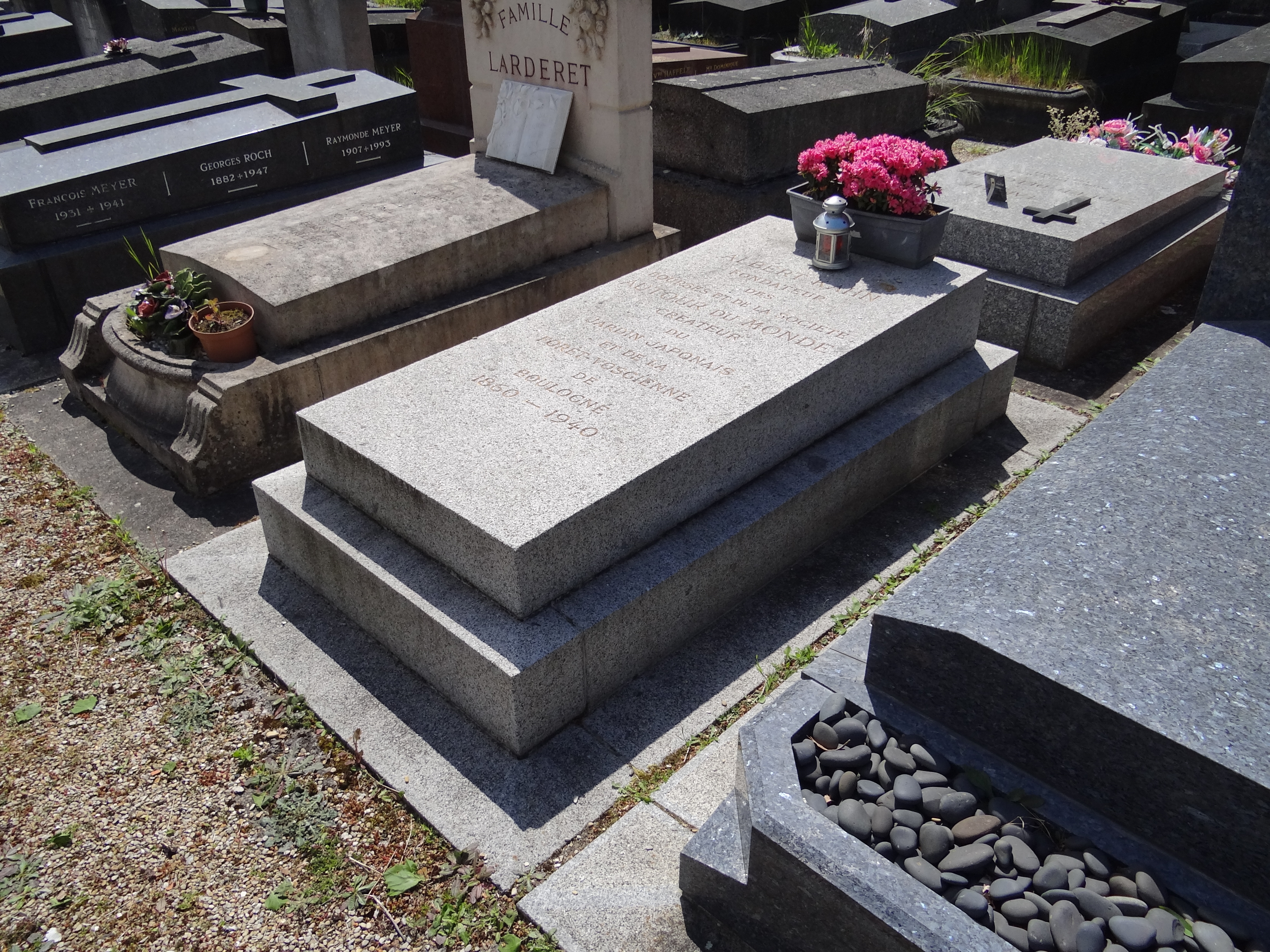
Tombe d'Albert Kahn.